# Parc national Río Pilcomayo
Le parc national Río Pilcomayo (en espagnol : Parque Nacional Río Pilcomayo) est un parc national argentin créé en 1951.

## Situation
Il est situé sur la rive droite (argentine) du río Pilcomayo, à 5 km de la ville de Laguna Blanca, dans la province de Formosa. Il s'étend sur 47 754 ha ou 477,5 km2. Le type de végétation dominant est la prairie de savane inondée saisonnièrement, avec des palmiers (Copernicia alba ou australis). Les aires humides permanentes y existent aussi (lagune blanche par exemple). Elles ont une riche végétation aquatique submergée ainsi que des îles flottantes.

## Flore caractéristique
Le parc se trouve dans la zone argentine du Gran Chaco et protège toute une zone représentative des milieux du Chaco oriental ou Chaco humide. Il y a différents types de sols et de milieux qui déterminent différentes communautés végétales, dont la forêt de rivière et celle de Monte Fuerte (forêt de versants non inondables). Toutes deux hébergent des espèces importantes : le quebracho blanc, le quebracho rouge et de très beaux tabebuias ou lapachos.
Dans les strates inférieures de la forêt croissent des arbres de moindre taille : « algarrobos negro » et « algarrobos blanco » (Prosopis nigra et alba), guayabís (Patagonula americana ou guaiuvira, une boraginacée), et palos borrachos ou chorisias.

## Faune
La forêt de monte fuerte, impénétrable des versants, est habitée par des mammifères comme le daguet gris, les capybaras, les pécaris, les singes hurleurs, les pumas et des oiseaux comme l'ortalis canicollis ou charata et l'aramides ypécaha ou ipacahá. Dans les secteurs inférieurs habitent le loup à crinière (ou aguará guazú), le nandou et la cariama cristata ou chuña (sorte de grue de couleur grisâtre); ces espèces d'oiseaux ont la particularité de posséder de longues extrémités qui leur permettent de se déplacer facilement dans les hautes savanes de graminées et dans les zones inondées.
Les milieux aquatiques sont habités par des cigognes, des hérons, des spatules rosées et des canards; de plus on trouve deux espèces de caïmans, le noir (caïman yacaré) et l'overo (caïman latirostris).
Des poissons de ces eaux possèdent une adaptation qui leur permet de survivre en période de sécheresse, comme le megalechis thoracata ou hoplosternum littorale ou tamboatá ou cascarude, qui peut arriver à respirer de l'air atmosphérique et à changer de mare en activant ses nageoires pectorales.
Il y a aussi divers ophidiens comme le Boa constricteur encore appelé constrictor constrictor, des anacondas jaunes ou anacondas curiyú  et des serpents aquatiques parmi lesquels le très agile hydrodynastes gigas ou ñacaniná, venimeux, agressif et redoutable prédateur.
Ce parc a été inclus dans la Liste des Zones Humides d'Importance Internationale (convention de Ramsar), le 4 mai 1992.

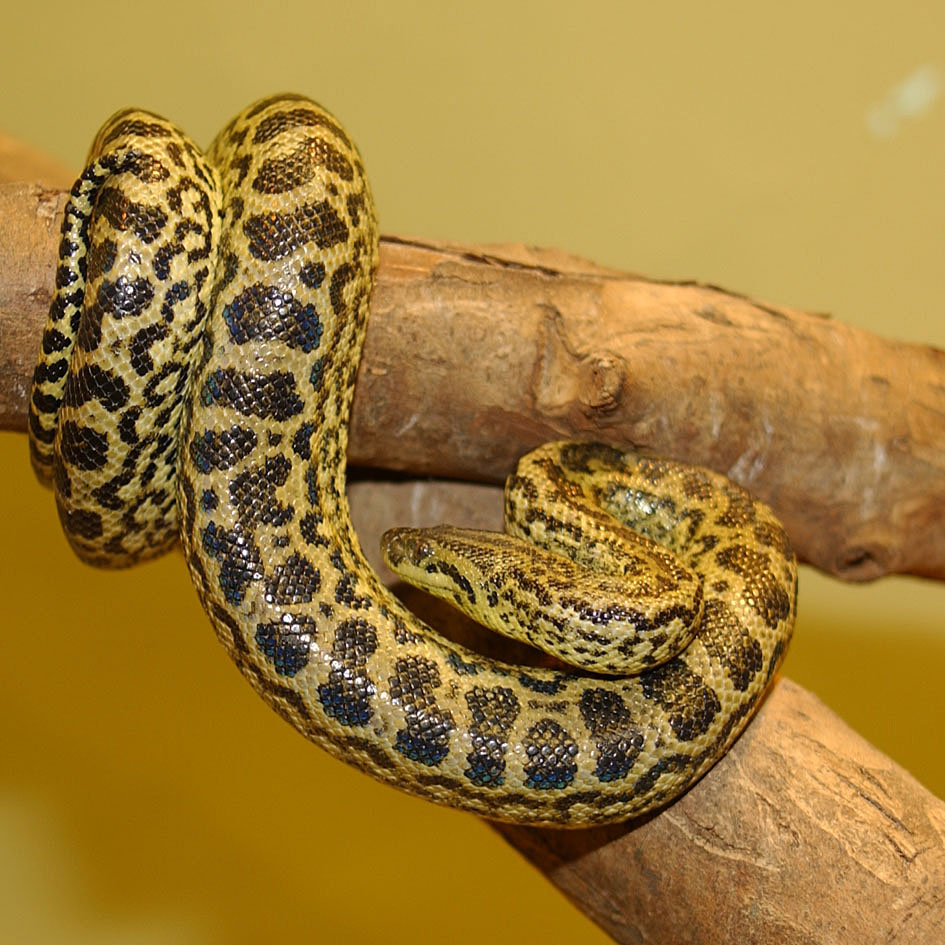
Anaconda curiyú ou Eunectes notaeus
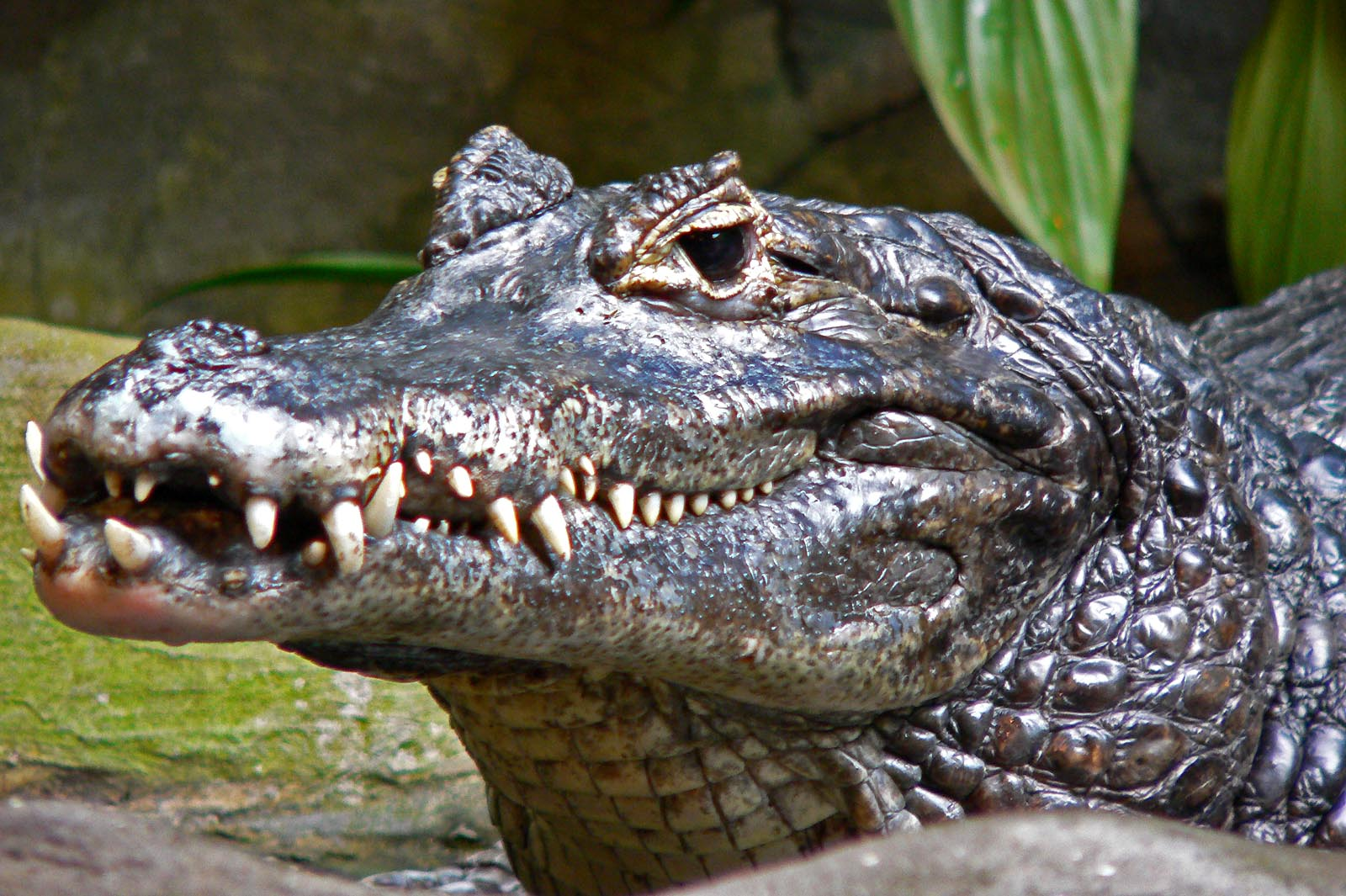
Caïman jacara ou Caiman negro
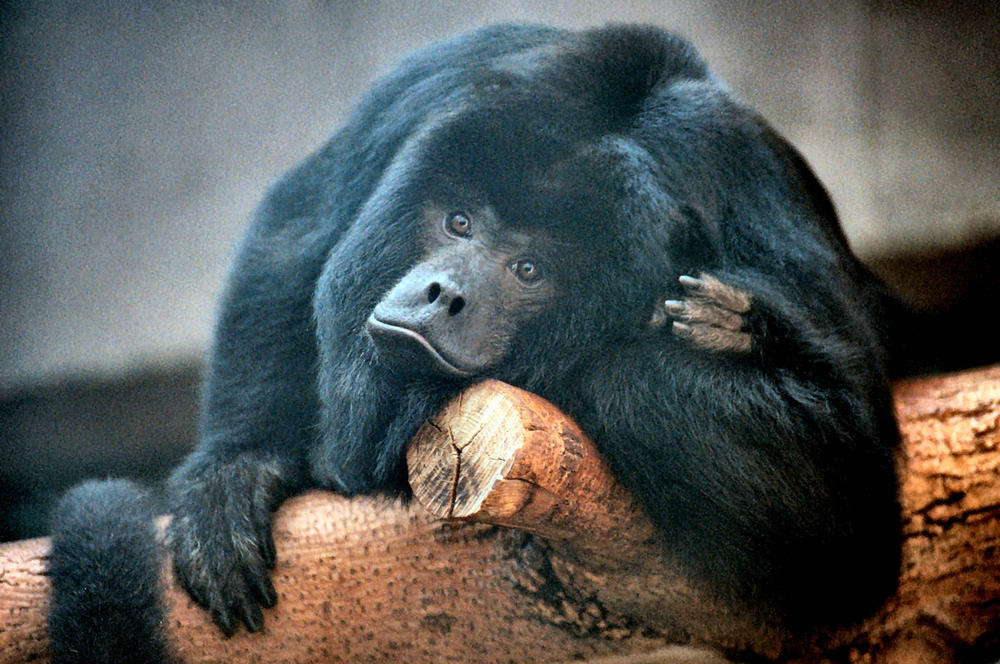
Alouate ou singe hurleur

## Description
Le parc est une zone à très faible pente avec beaucoup d'étangs et de lagunes. La zone est aussi soumise à des inondations périodiques qui alternent avec des périodes de sécheresse, ce qui donne de vastes zones inondées lors des crues d'été. De très faibles dénivelés permettent de différencier des secteurs avec différentes probabilités d'inondation, ce qui est un des facteurs déterminants de la biodiversité du milieu dans la zone. La plus grande partie du parc est occupée par des savanes de graminées et des palmiers dit caranday (ou copernicia alba), avec des marécages dans les fonds et de petites îles de coteaux humides aux points les plus élevés.

## Palmier blanc ou Caranday

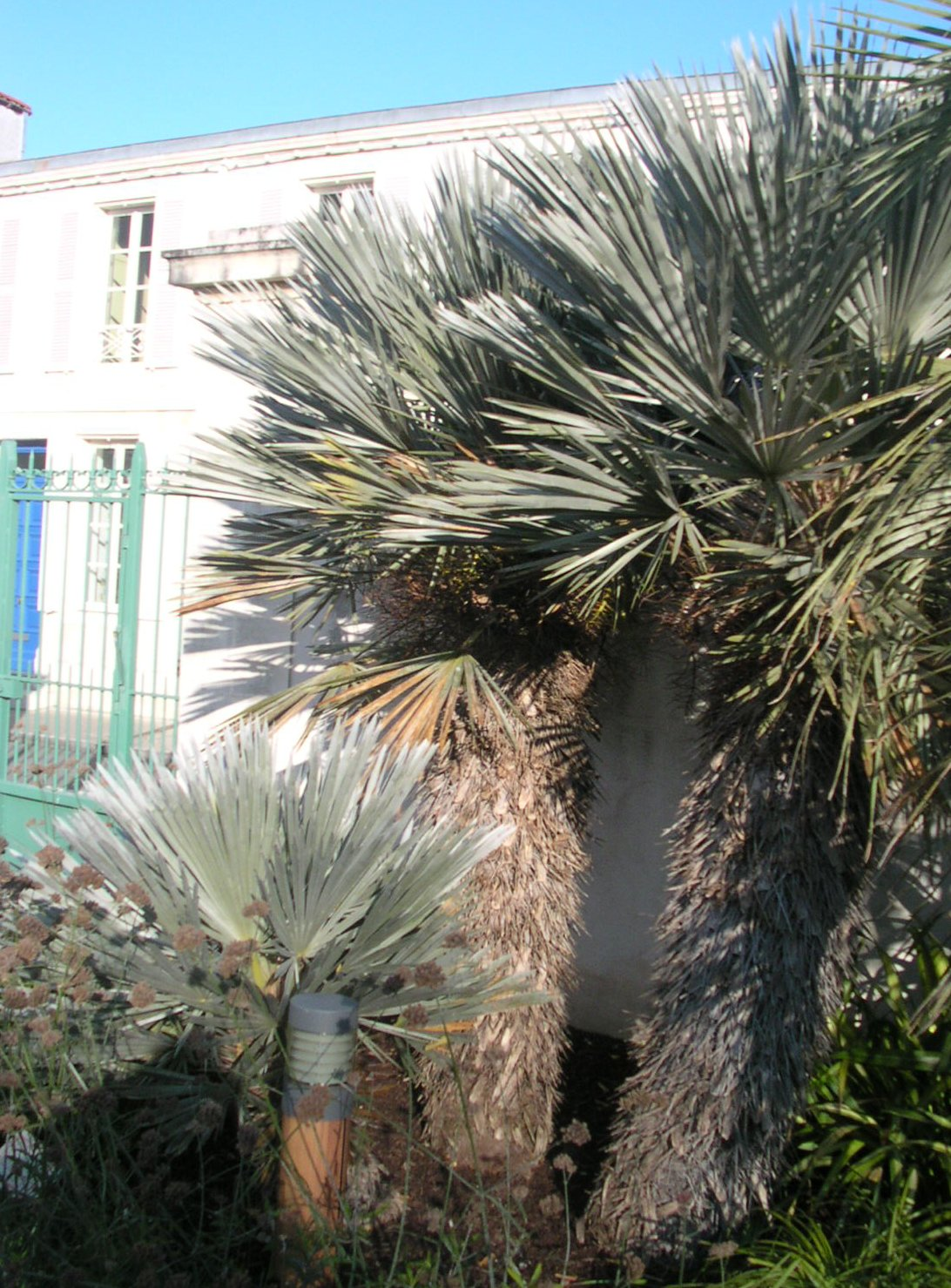
Trithrinax campestris

Ce palmier atteint 14 m de hauteur; il a des feuilles de couleur vert glauque; ce solide monocotylédon est utilisé par les myiopsitta monachus ou cotorras et autres oiseaux pour faire leur nid. De nombreuses espèces de ce qu'on appelle ici oiseaux charpentiers  ainsi que le perroquet nandayus nenday ou ñenday nidifient dans les crevasses et cavités de son tronc. Ces palmiers sont aussi utilisés comme refuge par des chauve-souris (chiroptères) comme les molosses au grand cou. Il partage généralement son habitat avec les palmiers  pindó (Syagrus romanzoffiana), Trithrinax campestris, Trithrinax biflabellata et Acrocomia totai

## La laguna Blanca
Dans la laguna Blanca (en français : lagune blanche), la plus grande pièce d'eau du parc avec ses 800 ha, habitent deux espèces de caïmans, l'overo ou latirostris et le negro ou caiman yacaré, tous deux en danger d'extinction. Il y a aussi divers ophidiens.

## Climat
Le climat du parc est subtropical humide avec des températures estivales qui dépassent les 45 °C.

## Tourisme
Il est mis à la disposition des visiteurs un camping, un bureau d'information, une salle de premier soin, un parking. Il a été créé des sentiers d'initiation à l'observation de la faune et de la flore et des aires de baignades. Il est organisé des visites guidées par les gardes du parc.